# Neko Oikawa
Neko Oikawa  (及川眠子?, Oikawa Neko) (10 febbraio 1960) è una paroliere e compositrice giapponese.
Decise di diventare paroliere durante le scuole medie, inventandosi lo pseudonimo Oikawa Nyuko (及川眠子?). Ha scritto diversi successi degli anni Ottanta e Novanta per numerosi idol. Nel 1995 scrisse Zankoku na tenshi no these, sigla d'apertura di Neon Genesis Evangelion, guadagnando circa cento milioni di yen annualmente grazie alle royalties. Tuttavia la Oikawa dispone al 2015 di soltanto centomila yen in banca, perché il suo ex marito comprò una grotta in Cappadocia per circa trecentomilioni di yen. Nel 2018 ha scritto Fighting Gold, sigla d'apertura di Vento Aureo, assieme agli altri autori di Zankoku na tenshi no these.